# Ulrich Vinzents
Ulrich Vinzents, född 4 november 1976 i Ringsted, dansk före detta fotbollsspelare som spelat för Malmö FF.
I februari 2006 värvades Vinzents av det Allsvenska laget Malmö FF. I MFF spelade han oftast som högerback, och var under en tid lagkapten. Vinzents skrev kontrakt med Malmö FF till och med säsongen 2012, men man valde tillsammans att inte förlänga efter säsongen, Vinzents hade under en skadeperiod våren 2012 förlorat sin plats i startelvan. Vinzents tackades av efter sin sista hemmamatch i Allsvenskan, mot Örebro SK hösten 2012.